# Decapterus akaadsi
Decapterus akaadsi es una especie de peces de la familia Carangidae en el orden de los Perciformes.

## Morfología
• Los machos pueden llegar alcanzar los 30 cm de longitud total.

## Distribución geográfica
Se encuentra desde las  costas del sur del Japón hasta las de la Mar de la China Meridional.